# 칼루시 (음악 그룹)
칼루시(영어: Kalush)는 2019년에 결성된 우크라이나의 랩 그룹이다. 그룹은 래퍼 올레흐 프유크, 멀티 악기 연주자 이호르 디덴추크, 프로듀서이자 댄서 킬림멘으로 구성되어 있다. 디덴추크는 유로비전 송 콘테스트 2021에서 우크라이나를 대표한 일렉트로 포크 밴드 Go_A의 멤버이기도 하다.
2021년, 티모피 무지추크, 비탈리 두지크, 존니 디브니를 추가 멤버로 하여 사이드 프로젝트 칼루시 오케스트라(Kalush Orchestra)를 시작했다. 칼루시 오케스트라는 메인 그룹과는 달리 우크라이나 전통 음악의 요소가 있는 힙합에 중점을 두고 있다. 칼루시는 유로비전 송 콘테스트 2022에서 노래 "스테파니아"로 우승했다.